# Bernhard von Loßberg (Generalmajor)
Bernhard Viktor Hans Wolfgang von Loßberg (* 26. Juli 1899 in Deutsch-Wilmersdorf bei Berlin; † 15. März 1965 in Heidelberg) war ein deutscher Offizier, zuletzt Generalmajor der Wehrmacht.

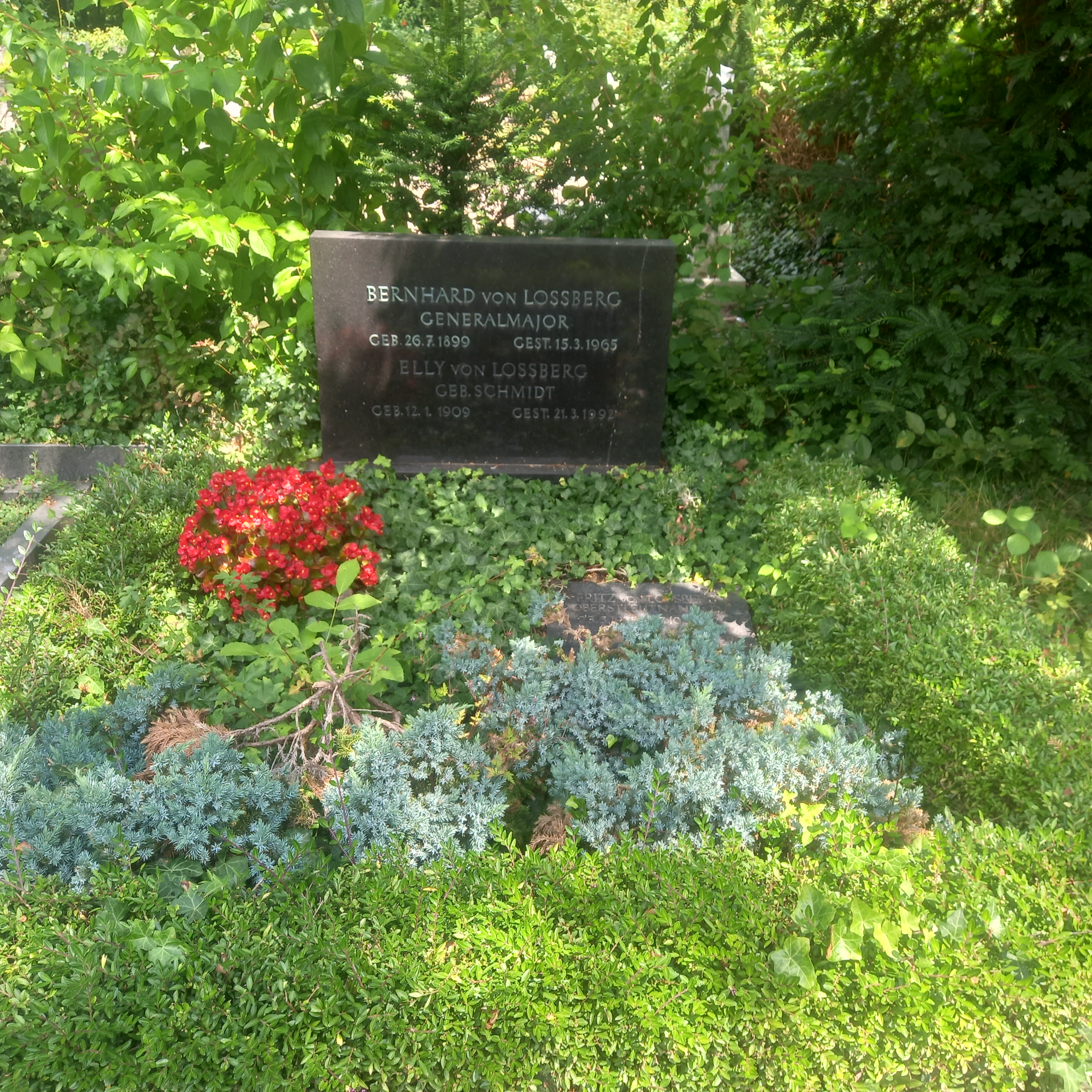
Das Grab von Bernhard von Loßberg und seiner Ehefrau Elly geborene Schmidt auf dem Friedhof Sonnenberg in Wiesbaden

## Leben
Er war der Sohn des späteren Generals der Infanterie Fritz von Loßberg und dessen Frau Clemence, geborene Herwarth von Bittenfeld (1876–1941). Bedingt durch die häufig wechselnden Kommandierungen des Vaters besuchte er eine Reihe von Schulen, zuletzt ein Gymnasium in Stuttgart. Im Juli 1916 meldete er sich 17-jährig zum Militärdienst und trat als Fahnenjunker in das Ersatzbataillon des 2. Garde-Regiments zu Fuß ein. An die Front kam er mit Vollendung des 18. Lebensjahres. Er wurde im Ersten Weltkrieg mehrfach verwundet und litt aufgrund dessen auch später unter gesundheitlichen Einschränkungen. Im August 1918 wurde der nunmehrige Leutnant dem Stab des Generalquartiermeisters zugeteilt.
In der Reichswehr diente Loßberg zunächst in der Reichswehr-Brigade 15 und ab 1920 im Infanterie-Regiment 5 und spezialisierte sich in der Nachrichtentruppe. Ab 1930 absolvierte er eine Führergehilfenausbildung beim Stab der 3. Division. Im Oktober 1933 kam Loßberg, inzwischen Hauptmann, in die Abteilung T 1 des Truppenamtes (später 1. Abteilung des Generalstabs des Heeres), wo er bis 1936 verblieb. Nach einer kurzen Tätigkeit im Truppendienst kam er 1937 als Zweiter Generalstabsoffizier in den Generalstab des I. Armeekorps. Im April 1938 wurde er in die 4. Abteilung des Generalstabs des Heeres versetzt und im August dieses Jahres dem „Sonderstab W“ des Generals Karl-Friedrich Schweickhard zugeteilt. In Schweickhards Auftrag reiste er während des Spanischen Bürgerkrieges mehrmals in geheimer Mission ins Kriegsgebiet.
Im April 1939 wurde Loßberg unter Beförderung zum Oberstleutnant Erster Generalstabsoffizier des Heeres in der Abteilung Landesverteidigung des Wehrmacht-Führungsamtes. In dieser Rolle war er eng in die strategischen und operativen Planungen in der Frühphase des Zweiten Weltkriegs eingebunden. Unter anderem entwarf er mit der Loßberg-Studie eine frühe operative Studie für einen Angriff auf die Sowjetunion, der später als Unternehmen Barbarossa durchgeführt wurde. In der Winterkrise 1941 wurde Loßberg von seiner Dienststelle entfernt und im Januar 1942 als Erster Generalstabsoffizier zum Armeeoberkommando Norwegen/Wehrmachtbefehlshaber Norwegen versetzt. Im Mai 1944 wurde er Chef des Stabes beim „Sonderbevollmächtigten für die Donau“ Wilhelm Marschall.
Loßbergs letzte Dienststellung war die des Chefs des Stabes des stellvertretenden Generalkommandos VIII. Armeekorps unter Rudolf Koch-Erpach, aus dem dann die Korpsgruppe Schlesien gebildet wurde. Im März 1945 wurde er in die Führerreserve versetzt und bis Kriegsende nicht mehr verwendet. Während seiner Kriegsgefangenschaft wurde er zeitweise im London Cage verhört. Er wurde im Januar 1947 entlassen. 1949 veröffentlichte er das Buch Im Wehrmachtführungsstab: Bericht eines Generalstabsoffiziers.